# Wisła Płock
Il Wisła Płock è una società polisportiva polacca di Płock, che si dedica principalmente al calcio ed alla pallamano. La squadra di calcio milita nella I liga, la seconda divisione del campionato polacco; ha vinto 1 Coppa di Polonia ed 1 Supercoppa di Polonia, entrambe conquistate nel 2006.

## Cronologia dei nomi
- 1947 Elektryczność Płock
- 1950 ZS Ogniwo Płock (Elektryczność + ZS Ogniwo)
- 1955 ZS Sparta Płock (ZS Ogniwo + ZS Sparta)
- 1955 PKS [Płocki KS] Wisła Płock
- 1963 ZKS Wisła Płock
- 1992 ZKS Petrochemia Płock
- 1999 KS Petro Płock
- 2000 Orlen Płock
- 2002 ZKS Wisła Płock

## Palmarès

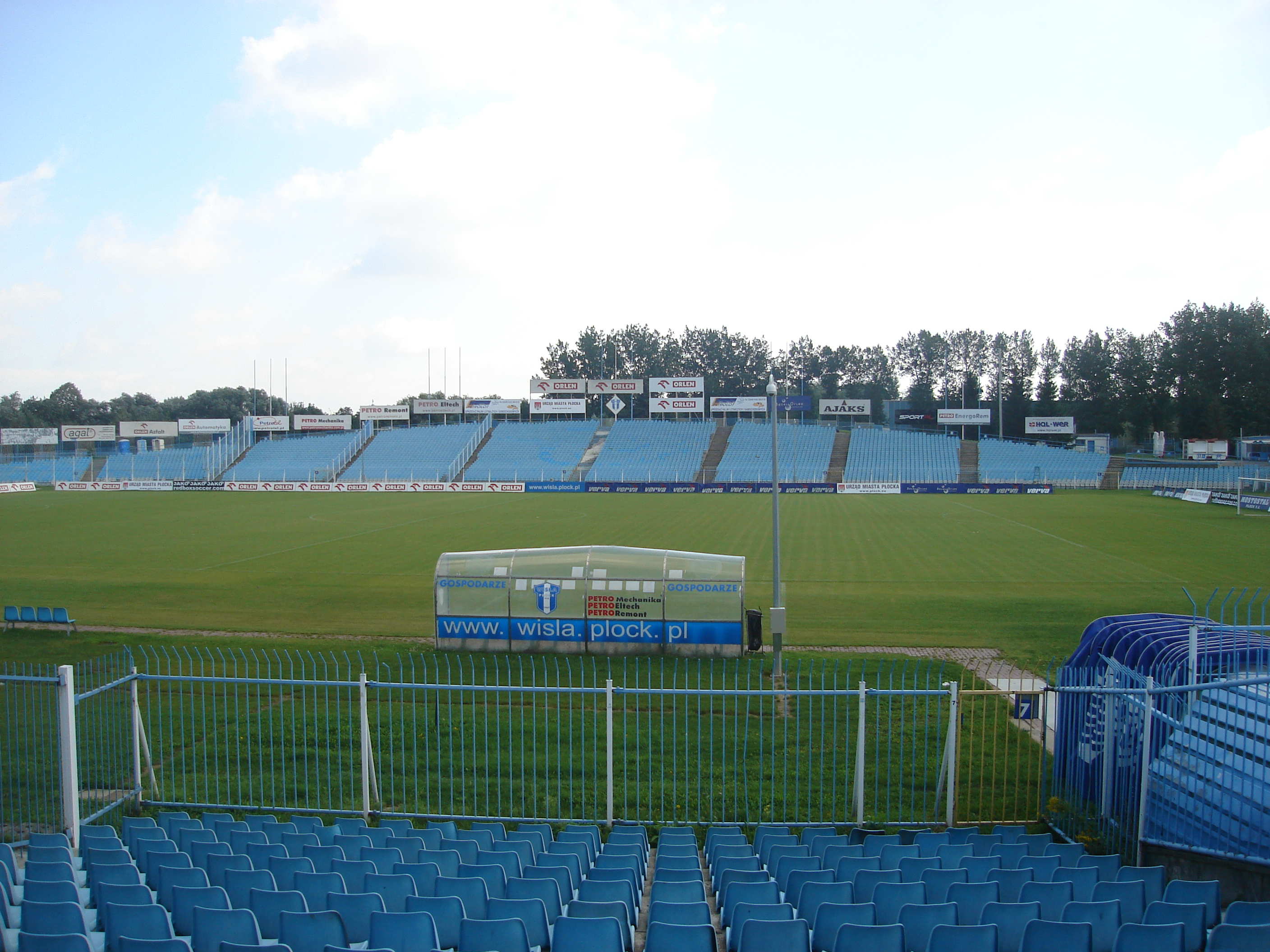
Stadion im. Kazimierza Górskiego

### Competizioni nazionali
- Coppa di Polonia: 1

2005-2006
- Supercoppa di Polonia: 1

2006
- Campionato polacco di seconda divisione: 2

1996-1997, 1998-1999
- II Liga: 1

2012-2013

### Altri piazzamenti
- Coppa di Polonia:

Finalista: 2002-2003
Semifinalista: 2001-2002, 2006-2007
- Campionato polacco di seconda divisione:

Terzo posto: 2024-2025
Promozione: 2015-2016

## Organico

### Rosa 2025-2026
| N. |                                 | Ruolo | Calciatore             |
| -- | ------------------------------- | ----- | ---------------------- |
| 1  | Polonia (bandiera)              | P     | Stanisław Pruszkowski  |
| 2  | Svezia (bandiera)               | C     | Kevin Custovic         |
| 3  | Georgia (bandiera)              | D     | Aleksandre K'alandadze |
| 4  | Svezia (bandiera)               | D     | Marcus Haglind-Sangré  |
| 5  | Bosnia ed Erzegovina (bandiera) | D     | Bojan Nastić           |
| 6  | Polonia (bandiera)              | C     | Krystian Pomorski      |
| 7  | Polonia (bandiera)              | C     | Dawid Barnowski        |
| 8  | Spagna (bandiera)               | C     | Daniel Pacheco         |
| 9  | Grecia (bandiera)               | A     | Giannīs Niarchos       |
| 10 | Iraq (bandiera)                 | A     | Amin Al-Hamawi         |
| 11 | Spagna (bandiera)               | C     | Jorge Jiménez          |
| 12 | Polonia (bandiera)              | P     | Rafał Leszczyński      |
| 13 | Francia (bandiera)              | D     | Quentin Lecoeuche      |
| 14 | Polonia (bandiera)              | C     | Dominik Kun            |

| N. |                               | Ruolo | Calciatore         |
| -- | ----------------------------- | ----- | ------------------ |
| 16 | Polonia (bandiera)            | C     | Fabian Hiszpański  |
| 17 | Portogallo (bandiera)         | C     | Matchoi Djaló      |
| 19 | Fær Øer (bandiera)            | D     | Andrias Edmundsson |
| 20 | Polonia (bandiera)            | A     | Łukasz Sekulski    |
| 22 | Polonia (bandiera)            | A     | Piotr Krawczyk     |
| 25 | Montenegro (bandiera)         | D     | Nemanja Mijušković |
| 26 | Polonia (bandiera)            | P     | Jakub Burek        |
| 27 | Polonia (bandiera)            | A     | Bartosz Borowski   |
| 30 | Polonia (bandiera)            | C     | Wiktor Nowak       |
| 33 | Polonia (bandiera)            | P     | Maciej Gostomski   |
| 35 | Polonia (bandiera)            | D     | Marcin Kamiński    |
| 37 | Polonia (bandiera)            | C     | Oskar Tomczyk      |
| 42 | Polonia (bandiera)            | D     | Filip Zając        |
| 66 | Guinea Equatoriale (bandiera) | A     | Ibán               |

### Rose delle stagioni precedenti
- 2020-2021
- 2019-2020
- 2018-2019
- 2017-2018
- 2016-2017

## Palmarès sezione di pallamano
- Campionato della Polonia: 7 
1995, 2002, 2004, 2005, 2006, 2008, 2011.
- Coppa della Polonia: 8 
1992, 1995, 1996, 1997, 1998, 1999, 2001, 2005